# Схоластик
Схоластик (от латински: scholasticus – учител; учен) е бил ръководител на църковно училище, обикновено катедрално училище, манастирско училище или училище на колегиална църква, в средновековна и ранномодерна Европа. В зависимост от размера на училището и статута на институцията, към която то е било прикрепено, схоластикът е можел да бъде единственият учител там, или ръководител на по-мащабно учебно заведение, или да упражнява надзор над всички училища в своя град или област.
В Полско-литовската държава, от XII до XVIII век схоластикът е бил духовник, член на капитул (каноник), който упражнявал надзор върху училищата в своята епархия. Той разполагал с бенефицийно владение, което се наричало схоластерия.